# Cuarta costa

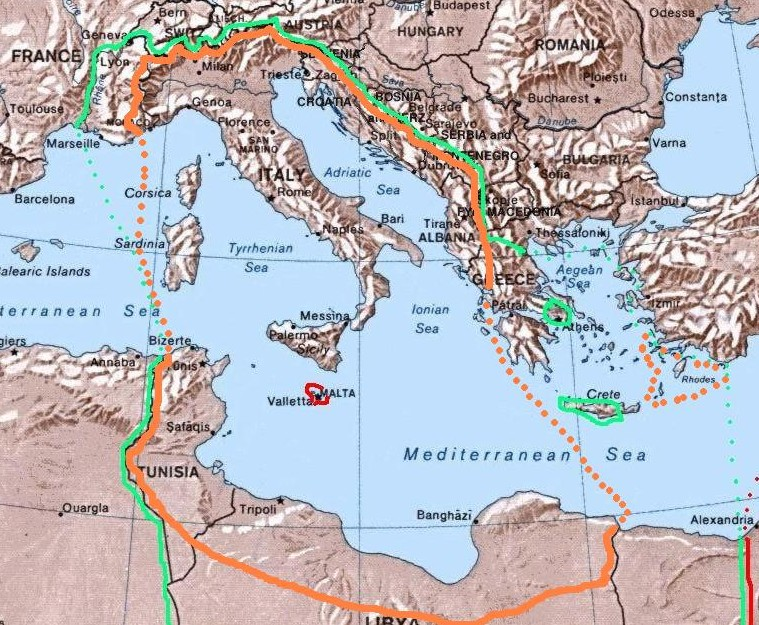
La Cuarta Costa (en color naranja en el norte de Libia), la parte sur de la Gran Italia, un proyecto fascista para expandir las fronteras de Italia.

La Cuarta Costa (en italiano Quarta Sponda) o Norte de África Italiano (ASI) fue el nombre creado por Benito Mussolini para referirse a la costa mediterránea de la Libia italiana y el Túnez italiano durante la Segunda Guerra Mundial en la era fascista del Reino de Italia, a finales del Imperio colonial italiano período de Libia y el Magreb.

## Terminología
El término Quarta Sponda deriva de la geografía de Italia, que es una península larga y estrecha que se adentra en el Mediterráneo con dos costas principales, la Primera Costa al este a lo largo del mar Adriático y la Segunda Costa al oeste a lo largo del mar Tirreno. La costa opuesta del mar Adriático, en el sur de los Balcanes, con Dalmacia, Montenegro y Albania, se planeó para la expansión italiana como la Tercera Costa, con Libia en el mar Mediterráneo convirtiéndose en la cuarta. Por lo tanto, la Cuarta Costa era la parte sur de la Gran Italia, un proyecto fascista de principios de la década de 1940 para ampliar las fronteras nacionales de Italia alrededor del Mare Nostrum.